# Woman of the Hour
Woman of the Hour è un film del 2023 diretto e interpretato da Anna Kendrick.
L'attrice Anna Kendrick, che è anche tra i protagonisti della pellicola, è al suo debutto come regista. La storia narrata mostra le vicende del serial killer Rodney Alcala, diventato noto perché, nel corso della sua carriera criminale, prese parte ad una puntata del celebre quiz televisivo The Dating Game (che in Italia venne poi riproposto con il titolo di Il gioco delle coppie).

## Trama
Nel 1977, nel Wyoming, un uomo porta una donna in una zona isolata tra le pianure per scattarle delle foto. L'uomo, di nome Rodney Alcala, spinge la donna a parlare della sua dolorosa rottura con il fidanzato per una gravidanza indesiderata e di come non l'abbia ancora detto alla sua famiglia; improvvisamente, Alcala si avventa sulla donna e la strangola fino a quasi ucciderla, per poi rianimarla prima di toglierle definitivamente la vita. 
Si scopre che Rodney è un serial killer di donne che ha operato in diversi luoghi per molti anni: nel 1979, a San Gabriel, Rodney nota Amy, una giovane donna scappata di casa che vive all'addiaccio; spacciandosi per un fotografo, la convince ad andare nel deserto con la scusa di scattarle delle foto nella speranza di aiutarla a intraprendere una carriera come modella, salvo poi assalirla. Nel 1971, a New York, l'hostess Charlie si accorge di Rodney mentre scatta delle foto per strada e gli chiede aiuto nel trasportare i suoi mobili nel suo nuovo appartamento; l'uomo acconsente ma, appena soli nella casa, l'aggredisce e la uccide.
Nel 1978, a Los Angeles, Sheryl Bradshaw è una giovane aspirante attrice. Dopo una serie di audizioni fallite, la sua agente la convince a partecipare come concorrente al game show The Dating Game nel quale dovrà porre domande a tre scapoli misteriosi, scegliendone poi uno con cui uscire per un appuntamento. Sheryl è riluttante, ma viene convinta dal suo amico Terry, il quale ritiene che Sheryl abbia bisogno di frequentare qualcuno. La donna si presenta allo studio per registrare la puntata e il terzo spasimante misterioso si rivela essere Rodney.
Laura, un membro del pubblico dello show, resta profondamente scioccata nel vedere Rodney, riconoscendolo come l'uomo che, un anno prima, si appartò con la sua amica Alison durante una gita di gruppo su una spiaggia, in seguito alla quale Alison venne ritrovata assassinata; all'epoca diede una descrizione dell'individuo alla polizia, ma il colpevole non era mai stato scoperto. Laura esce dallo studio e parla della questione con il suo fidanzato Ken, ma lui liquida le sue preoccupazioni affermando che probabilmente i partecipanti al quiz sono stati sottoposti a un esame dai produttori. Laura va dalla guardia di sicurezza dello show e chiede di parlare con un produttore, ma la guardia le gioca un brutto tiro mandandola falsamente ad aspettare quello che poi si rivelerà essere il custode del posto quando il gioco sarà ormai finito.
Durante lo show, Sheryl si sente umiliata dalle domande e risposte sessiste a cui viene sottoposta, quindi decide di uscire dal copione ponendo domande argute agli scapoli. Rodney riesce a fare un'impressione migliore degli altri due concorrenti, per cui Sheryl lo sceglie. Uno dei due scapoli eliminati, turbato dal comportamento di Rodney durante una pausa tra le riprese, avverte Sheryl di stare attenta.
Rodney e Sheryl escono a bere qualcosa. L'uomo cerca di ingraziarsela dimostrando di avere familiarità con le opere teatrali di cui lei parla ma, quando Sheryl lo prende in giro scherzosamente, lui cambia atteggiamento, diventando cupo e minaccioso. Il comportamento di Rodney si fa sempre più intimidatorio quando, nel parcheggio deserto in cui si trovano, insiste per accompagnarla e le chiede il suo numero. Sheryl gliene dà uno falso e, spaventata, torna alla sua macchina. Rodney le corre dietro e quasi l'aggredisce, ma viene interrotto quando arriva un gruppo di persone, consentendo a Sheryl di scappare. Il giorno dopo, Laura denuncia Rodney alla polizia, ma quest'ultima non fa nulla in quanto non riesce a fornire il nome dell'uomo.
Si scopre che, nel 1979, Rodney non ha ucciso Amy: la ragazza si sveglia legata e ferita nel deserto accanto a Rodney, che sta piangendo. Amy finge di essere imbarazzata per la situazione, pregando l'uomo di non dire a nessuno quello che è successo tra loro, così che lui si fidi di lei e la liberi per tornare a casa dell'uomo. Quando si fermano a una stazione di servizio, Amy scappa e allerta la polizia, che arresta Rodney.
Un poscritto afferma che, dopo l'arresto, Rodney fu rilasciato su cauzione in attesa del processo nonostante le numerose testimonianze contro di lui; non appena libero, il killer uccise una donna e una dodicenne. Rodney fu arrestato nuovamente nel 1979 e, nel 2010, ebbe la possibilità di essere assolto, ma Amy testimoniò contro di lui. Il numero di vittime mietuto da Rodney non è mai stato chiarito, ma si stima possa essere attorno alle 130. Qualche tempo dopo la sua partecipazione al The Dating Game, Sheryl lasciò la California per vivere privatamente e farsi una famiglia. Rodney morì in prigione.

## Produzione

### Sviluppo
Nel maggio 2021 Netflix annunciò di aver acquistato i diritti della sceneggiatura Rodney and Sheryl di Ian MacAllister McDonald, inserito in The Black List nel dicembre 2017.
Nell'aprile 2022 Netflix vendette i diritti del film durante il Festival di Cannes e fu confermato che Anna Kendrick avrebbe non solo recitato nel film, ma che lo avrebbe anche diretto e prodotto.

### Riprese
Le riprese si sono svolte a Vancouver tra l'ottobre e il dicembre 2022.

## Promozione
Il primo trailer è stato diffuso il 10 agosto 2024.

## Distribuzione
Il film è stato presentato in anteprima mondiale l'8 settembre 2023 in occasione del Toronto International Film Festival, prima di essere distribuito nelle sale canadesi nel 2024. In Italia il film è stato reso disponibile su Netflix a partire dal 18 ottobre 2024.

## Accoglienza

### Critica
L'aggregatore di recensioni Rotten Tomatoes riporta un indice di gradimento del 90% basato sul parere di cinquantun critici.